# The Basement Tapes
| Críticas profissionais | Críticas profissionais |
| Avaliações da crítica  | Avaliações da crítica  |
| Fonte                  | Avaliação              |
| ---------------------- | ---------------------- |
| allmusic               | 5 de 5 estrelas.       |
| Robert Christgau       | A+                     |
| Rolling Stone          | 5 de 5 estrelas.       |

The Basement Tapes é um álbum de estúdio de Bob Dylan e The Band, gravado originalmente em 1967 mas só lançado em 1975.
Enquanto Dylan se recuperava dos ferimentos sofridos em um acidente de motocicleta em julho de 1966, convidou os integrantes do The Band e começou a gravar com eles novas composições e músicas tradicionais. Supõe-se que todas as composições de Dylan foram gravadas em 1967 no porão da Big Pink, uma casa compartilhada pelos três integrantes do The Band, enquanto as oito canções do grupo foram registradas em locais e épocas distintos entre 1967 e 1975; overdubs também foram adicionados a algumas das canções de Dylan em 1975.
Em 2003, o disco foi incluído na lista da revista Rolling Stone no nº 291 dos 500 Melhores Álbuns de Todos os Tempos.
O disco atingiu a 7ª colocação do Pop Albums.

## Faixas
Todas as faixas por Bob Dylan, exceto onde especificado em contrário.

### Lado 1
1. "Odds and Ends" – 1:46
2. "Orange Juice Blues (Blues for Breakfast)" (Manuel) – 3:37
3. "Million Dollar Bash" – 2:31
4. "Yazoo Street Scandal" (Robertson) – 3:27
5. "Goin' to Acapulco" – 5:26
6. "Katie's Been Gone" (Manuel, Robertson) – 2:43

### Lado 2
1. "Lo and Behold!" – 2:45
2. "Bessie Smith" (Danko, Robertson) – 4:17
3. "Clothesline Saga" – 2:56
4. "Apple Suckling Tree" – 2:48
5. "Please, Mrs. Henry" – 2:31
6. "Tears of Rage" (Dylan, Manuel) – 4:11

### Lado 3
1. "Too Much of Nothing" – 3:01
2. "Yea! Heavy and a Bottle of Bread" – 2:13
3. "Ain't No More Cane" (Tradicional) – 3:56
4. "Crash on the Levee (Down in the Flood)" – 2:03
5. "Ruben Remus" (Manuel, Robertson) – 3:13
6. "Tiny Montgomery" – 2:45

### Lado 4
1. "You Ain't Goin' Nowhere" – 2:42
2. "Don't Ya Tell Henry" – 3:12
3. "Nothing Was Delivered" – 4:22
4. "Open the Door, Homer" – 2:49
5. "Long Distance Operator" – 3:38
6. "This Wheel's on Fire" (Danko, Dylan) – 3:49